# Sturarnas ryska krig
Sturarnas ryska krig var ett gränskrig och ett korståg. Det fördes mellan Sverige och Moskva-Ryssland från 1495 till 1497. Vapenstillestånd slöts på sex år den 3 mars 1497 i Novgorod.

## Bakgrund
Det svenska rikets östgräns gick länge från Systerbäck på Karelska näset till Bottenviken enligt 1323 års fredstraktat i Nöteborg. Den svenska expansionen öster om gränsen ledde på 1460-talet till att de under Novgorod lydande karelarna härjade i gränstrakterna. År 1473 slöts ett vapenstillestånd mellan hövitsmannen på Viborgs slott Erik Axelsson (Tott) och Novgorod, ett av många avtal där man från rysk sida krävde en gränsgång för att reda upp tvisterna. Erik och hans bröder satsade på att stärka Finlands försvar genom att 1475 låta bygga en stadsmur kring Viborg. Därefter byggdes det nya fästet Olofsborg i Savolax för att ge skydd från de karelska räderna mot Savolax och trakterna vid Bottenviken. Oroligheterna i öster intensifierades år 1478 då Moskva erövrade Novgorod och övertog Novgorods tidigare roll vid den svenska gränsen. Ryssarna angrep Olofsborg 1479 eftersom de ansåg att fästet hade byggts på deras mark och svenskarna på Viborg gjorde ett svarsanfall följande år. Följden var att ett nytt vapenstillestånd slöts 1482 utan gränsförändringar men det var första gången som ryssarna krävde fri seglats till Narva eller Tallinn. De krävde också tre härad på Karelska näset. Efter 1483 var bröderna Totts starka ställning i Finland borta och hade övertagits av riksföreståndaren Sten Sture den äldre.
Efter att unionskungen Kristian I hade avlidit i maj 1481 sammanträdde de nordiska ländernas riksråd i Kalmar i september 1484. Kalmar recess innebar att konungamakten begränsades så att de nordiska riksråden skulle delta i kronans beslut. I Sverige lyckades Sten Sture under 14 år förhindra att kung Hans fick tillträde till tronen. Det expansiva Ryssland förde krig med Litauen och Kazan och störde därför inte de övriga Östersjöstaterna. Efter den ryska segern över det muslimska Kazan i slutet av år 1488 gav kurian upp sitt intresse för att förena den östra och västra kristna kyrkan. I stället stärktes kurians intresse för ett korståg mot turkarna och även annars vann korstågstanken understöd. År 1492 började ryssarna bygga en ny borg vid Finska viken, Ivangorod, som också skulle ha en stad och en hamn. För östra Finland tillkom därmed ett ryskt hot från havssidan. I november 1493 slöt Moskva och Danmark ett formellt förbund riktat mot Sverige och Moskva skulle belönas med territoriala vinster i Finland.

### Krigsförberedelser
Under år 1494 stängde storfursten i Moskva Hansans handelskontor i Novgorod. Han kallade in skeppsbyggare och artillerimakare från Italien. Broar slogs över mindre vattendrag för att underlätta en framryckning. Ryssarnas mål var att behärska handelsvägen längs Finska viken. I Sverige stod man inför problemet att hålla ett starkt försvar i Sydsverige emot kung Hans, så som Sten Sture önskade, eller att acceptera unionskungens intåg så som riksrådets opposition ville. Oberoende av vilken väg man valde måste man stärka krigsmakten med hjälp av kyrkan, frälset och rådets herrar. Sten Sture ville inte slösa sina resurser på ett krig i öster men kunde sända legosoldater från Stockholms stad till Viborg. Han sände också en legat till Tyskland för att värva fler legosoldater.

## Krigets förlopp
Vintern 1495 var vädermässigt helt kaotisk varför det ryska anfallet sköts upp. Inför det hotande kriget i Finland började Sten Sture och ärkebiskop Jakob Ulfsson samarbeta och den senare företräddes av Svante Nilsson. På sommaren 1495 kom nya tyska legosoldater till Sverige. De ryska trupperna gick över gränsen den 14 september 1495 och en del av det finska allmogeuppbådet hann inte fram till Viborg innan borgen och staden redan var omringad. Också Olofsborg belägrades och några ryska angrepp gjordes över havet till Nyland. Svenskarna i Viborg leddes av ståthållaren Knut Posse och rådsmedlemmen Svante Nilsson. Svenskarna lyckades hålla förbindelsen från staden till havet öppen men inte att hålla sitt grepp om vägarna till det övriga Finland. Det första ryska storanfallet på Viborg ägde rum den 13 oktober 1495 och ryssarna använde då 7 meter långa kanoner. Anfallet slogs dock tillbaka med stora förluster för de ryska. Efter detta stod läget stilla under någon tid.
I Sverige rustade man sig för korståg och Sankt Eriks baner fördes från Uppsala till Stockholm för att tas med till Finland. Sten Sture hade inte planerat att ingripa under hösten utan bara att föra de tyska legosoldaterna till Finland och sedan återvända. Anfallets häftighet gjorde att han uppmanade flera svenska borgherrar ställa upp med sina trupper, likaså skulle kyrkan bidra med knektar och förböner. Av allmogen skulle uppbäras en extra skatt. Då Sten Sture äntligen kom i väg hade havet frusit och trupperna fick stanna på Åland eller åka hem. Själv kom riksföreståndaren fram till Åbo samma dag som det andra storanfallet på Viborg ägde rum. Detta var på Sankt Andreas dag, dvs. 30 november 1495, då både Viborg och Olofsborg angreps. Från Olofsborg drevs ryssarna bort men övermakten var för stor vid Viborg. Där lyckades ryssarna förstöra tre torn och erövrade ett fjärde men en explosionsartad brand bröt ut i tornet – den Viborgska smällen. Många ryska knektar brann inne och anfallet tappade sitt moment.
För ryssarna hade tillfället gått ur händerna eftersom man inte kunde försörja trupperna under en lång belägring. De bytte därför taktik och från jultiden 1495 härjade de på den finska landsbygden och tog fångar med sig hem. Svenskarna kunde inte hindra de beridna ryska trupperna från att tränga fram ända till Åbos portar och hela händelsekedjan blev en stor prestigeförlust för Sten Sture. Denne utsåg Svante Nilsson till överbefälhavare i Finland och reste hem till Sverige där han förväntade sig att rådsoppositionen kunde göra honom skada. De ryska plundringsräderna under den ovanligt kalla vintern upphörde den 6 mars 1496. När isarna gick i april 1496 kunde man få proviant från Sverige till Viborg men befälet i Finland var rädda för ett ryskt flottangrepp från Ivangorod.
Sten Sture försökte förmå kyrkan att finansiera ett nytt krigståg och fick moraliskt stöd genom den korstågsbulla som påven utfärdade sommaren 1496. De ekonomiska kraven på kyrkan ledde till en öppen konflikt med riksföreståndaren. I augusti 1496 avseglade en svensk flotta under ledning av Svante Nilsson och Knut Posse från Viborg till Ivangorod, som plundrades och delvis förstördes. Eftersom Sten Sture hade kallat hem sina trupper från Finland måste Svante Nilsson på egen bekostnad skaffa fram legosoldater för krigståget. Erövringen gav ett stort krigsbyte, som kunde användas för att avlöna soldaterna men inte räckte till allt. Sten Sture begav sig på nytt till Finland på hösten 1496 med den största mängd trupper som han under detta krig hade fört dit. Han vägrade att ersätta Svante Nilsson för hans utlägg i kriget och konflikten ledde till att Svante lämnade Finland. Då vintern närmade sig väntade man ett nytt ryskt anfall men Sten reste trots det i november från Finland. Han lämnade sitt sigill åt några av de finska ledarna som hade till uppgift att förhandla med ryssarna om fred. Ett vapenstillestånd på sex år slöts den tredje mars år 1497 i Novgorod. Vid samma tid bröt riksrådet med Sten Sture som fick lämna riksföreståndarskapet, och kung Hans kallades in för att bli kung i det svenska riket.